# Агне, Рауль
Рауль Агне Монтуль (исп. Raül Agné Montull; род. 24 мая 1970, Мекиненса, Арагон) — испанский футболист и футбольный тренер. В настоящее время главный тренер клуба «Химнастик».

## Карьера игрока
Родившийся в арагонском городе Мекиненса Рауль Агне никогда не играл в лиге выше уровнем Сегунды B за свою 14-летнюю карьеру. Он представлял клубы «Реал Сарагоса B», «Жирона» (с перерывом), «Фигерас», «Бинефар» и «Паламос», закончив карьеру футболиста в 2004 году в возрасте 34 лет.
В «Бинефаре» Рауль Агне играл вместе со своим братом-близнецом Видалем, а также работал тренером молодёжных команд.

## Тренерская карьера
Свою тренерскую карьеру Рауль Агне начинал в клубе «Пералада», упустив шанс вывести команду из Терсеры в Сегунду B в своём первом сезоне в качестве тренера. В 2006 году он возглавил «Паламос», с которым проработал год.
В июне 2007 года Агне был назначен главным тренером «Жироны», которую в 2008 году он вывел в Сегунду. Но 18 мая 2009 года после серии неудачных результатов Рауль Агне был уволен.
Агне возглавил «Рекреативо» 1 декабря 2009 года, но 14 июня следующего года ушёл в отставку по личным причинам. Летом 2010 года он вернулся в «Жирону», закончив последовавший сезон в середине турнирной таблицы Сегунды и продлив контракт с клубом ещё на два года; но 15 января 2012 Агне был досрочно освобождён от своих обязанностей.
10 декабря 2012 года Агне был назначен главным тренером «Кадиса», когда тот находился около зоны вылета в Сегунде B. 18 марта 2014 года он был уволен, а клуб не поправил за время его работы своего турнирного положения.
3 февраля 2015 года Агне возглавил «Тенерифе», выступавший в то время в Сегунде 3 ноября того же года, после 31 игры в лиге и одной в Кубке Испании он был уволен.
После перерыва в год в тренерской карьере Агне заменил Луиса Милью на посту главного тренера клуба «Реал Сарагоса». 19 марта 2017 года он был отправлен в отставку.

## Статистика тренерской карьеры
| Клуб             | Начало работы   | Окончание работы | Результаты | Результаты | Результаты | Результаты | Результаты | С      |
| Клуб             | Начало работы   | Окончание работы | И          | В          | Н          | П          | В %        | С      |
| ---------------- | --------------- | ---------------- | ---------- | ---------- | ---------- | ---------- | ---------- | ------ |
| Пералада         | 1 июля 2004     | 30 июня 2006     | 76         | 33         | 20         | 23         | 043,42     | [ 15 ] |
| Паламос          | 1 июля 2006     | 28 июня 2007     | 38         | 13         | 12         | 13         | 034,21     | [ 16 ] |
| Жирона           | 28 июня 2007    | 18 мая 2009      | 81         | 32         | 29         | 20         | 039,51     | [ 17 ] |
| Рекреативо       | 1 декабря 2009  | 14 июня 2010     | 30         | 9          | 14         | 7          | 030,00     | [ 18 ] |
| Жирона           | 21 июля 2010    | 15 января 2012   | 64         | 18         | 20         | 26         | 028,13     | [ 19 ] |
| Кадис            | 10 декабря 2012 | 18 марта 2014    | 52         | 24         | 11         | 17         | 046,15     | [ 20 ] |
| Тенерифе         | 3 февраля 2015  | 3 ноября 2015    | 31         | 7          | 13         | 11         | 022,58     | [ 21 ] |
| Реал Сарагоса    | 25 октября 2016 | 19 марта 2017    | 19         | 6          | 4          | 9          | 031,58     | [ 22 ] |
| Нэй Мэнгу Чжунъю | 21 декабря 2017 | наст. время      | 0          | 0          | 0          | 0          | —          | —      |
| Всего            | Всего           | Всего            | 391        | 142        | 123        | 126        | 036,32     | —      |